# MIRROR BALL
『MIRROR BALL』（ミラー ボール）は、日本のヴィジュアル系ロックバンド、アリス九號.の楽曲であり、通算11枚目のシングルとして2008年3月26日にキングレコードよりリリースされた。

## 解説
前作『TSUBASA.』に続きオリコンチャートトップ10入りを果たした。週間シングルチャート6位という順位は、前作と並んで彼らのシングル作品としては最高順位である。
表題曲は桜田通主演の映画『アクエリアンエイジ 劇場版』の主題歌。アリス九號.は劇中のライブシーンにも出演し、表題曲を演奏している。またこの映画には、同じ事務所のバンドSuGのボーカル武瑠も出演していた。
表題曲は、翌年にリリースされたアルバム『VANDALIZE』にピアノを使用したアレンジで収録され、本シングルに収録されているバージョンは2010年のベスト・アルバム『Alice Nine Complete Collection 2006-2009』に収録された。カップリングの「イレイザー -Memoire d'une fleur-」は前年にリリースされたアルバム『Alpha』の収録曲「イレイザー」をリカットしたもので、アルバム収録のものとは異なるアレンジが施されている。
初回限定盤A・Bおよび通常盤の3タイプでリリースされ、各初回限定盤にはそれぞれ「MIRROR BALL」「イレイザー -Memoire d'une fleur-」のPVを収録したDVDが付属していた。通常盤は、初回限定盤に収録された「イレイザー -Memoire d'une fleur-」を除く計2曲が収録された。
5つのジャンルに分けてファン投票を行った結果をもとにセットリストが組まれた結成13周年記念ライブ「13TH ANNIVERSARY LIVE “ALICE IN WONDEЯ LAND”」では、「MIRROR BALL」がSICKS部門の2位にランクインし演奏された。

## チャート成績
本作品はオリコン週間シングルチャートでは、2008年4月7日付で初登場・最高順位ともに6位を記録した。計6週にわたって同チャート200位圏内にランクインし、その間に約1.9万枚を売り上げた。また2008年4月度の月間チャートでは24位にランクインした。

## 収録曲
初回限定盤A
| 全作詞: 将。 |                                      |           |                             |      |
| #            | タイトル                             | 作詞      | 作曲                        | 時間 |
| 1.           | 「MIRROR BALL」                      | 将        | アリス九號.                 | 4:47 |
| 2.           | 「奇跡」                             | 将        | アリス九號.                 | 3:57 |
| 3.           | 「イレイザー -Memoire d'une fleur-」 | 将        | アリス九號.／シライシ紗トリ | 5:10 |
| 合計時間:    | 合計時間:                            | 合計時間: | 13:53                       |      |

| 全作詞: 将、全作曲: アリス九號.。 |                 |      |             |
| #                                 | タイトル        | 作詞 | 作曲・編曲  |
| 1.                                | 「MIRROR BALL」 | 将   | アリス九號. |

初回限定盤B
CDは初回限定盤Aと共通。
| 全作詞: 将、全作曲: アリス九號.／シライシ紗トリ。 |                                      |      |                             |
| #                                                 | タイトル                             | 作詞 | 作曲・編曲                  |
| 1.                                                | 「イレイザー -Memoire d'une fleur-」 | 将   | アリス九號.／シライシ紗トリ |

通常盤
| 全作詞: 将、全作曲: アリス九號.。 |                 |      |             |      |
| #                                 | タイトル        | 作詞 | 作曲・編曲  | 時間 |
| 1.                                | 「MIRROR BALL」 | 将   | アリス九號. | 4:47 |
| 2.                                | 「奇跡」        | 将   | アリス九號. | 3:57 |
| 合計時間:                         | 合計時間:       | 8:44 |             |      |

## 品番
|                        | リリース日    | 品番       |
| ---------------------- | ------------- | ---------- |
| 初回限定盤A            | 2008年3月26日 | KICM-91232 |
| 初回限定盤B            | 2008年3月26日 | KICM-91233 |
| 通常盤                 | 2008年3月26日 | KICM-1232  |
| デジタル・ダウンロード | 2008年3月26日 | -          |

## 楽曲の収録作品
MIRROR BALL
- 『VANDALIZE』（VANDALIZE EDITION、ピアノアレンジ）[4]
- 『Alice Nine Complete Collection 2006-2009』[5]

イレイザー
- 『Alpha』（原曲）[6]